# Zaho
Zaho, pseudonimo di Zahera Darabid (in arabo زهيرة درابيد‎?; Bab Ezzouar, 10 maggio 1980), è una cantante algerina.

## Biografia
Nata in Algeria il 10 maggio 1980, ha vissuto nel quartiere di Bab Ezzouar nel quartiere di Alger fino all'età di 18 anni, successivamente si è trasferita a Montréal in Canada. Suo padre era un dirigente di una grande azienda e sua madre professoressa di ricerca nell'Istituto Nazionale d'Informatica.
Sin dall'età di 7 anni impara a suonare la chitarra come autodidatta. Zaho aveva la particolarità di essere la sola nel suo quartiere a giocare a calcio oltre che a suonare la chitarra; la sua canzone Mon Parcours descrive questa duplice identità.

### Carriera musicale
Nel 1999 emigra a Montréal, in Canada. Qui scopre il mondo della musica professionale insieme ai suoi produttori, tra cui Phil Greiss, il quale produrrà la sua musica. È in sua compagnia che istituirà una casa di produzione nel 2004, Down Lo.
Zaho riscuote immediatamente successo in Francia, piazzando tra l'altro due suoi singoli dell'album Dima tra le 100 migliori vendite del 2008 in Francia, C'est Chelou all'11º e La roue tourne al 75º.
Nel 2008 ottiene l'MTV Europe Music Awards per la categoria «migliore artista francofona». Nel 2009 viene nominata ai NJR Music Awards per la categoria «rivelazione francese dell'anno» (premio che otterrà) e partecipa anche alla categoria «video dell'anno» con la canzone C'est Chelou.
L'album Dima, parola d'origine araba che significa "eternamente", "sempre", si è classificato all'80º posto delle vendite del 2008 in Francia. Da notare che un'edizione speciale dell'album contenente alcuni brani aggiuntivi (tra cui Tout ce temps, Bougez vos*** e Lune de Miel) è uscita il 1º dicembre 2008. L'album a totalizzato più di 141.000 vendite ed è rimasto per quasi due anni nella classifica dei migliori 200 album.
In una breve intervista concessa a Florian e Philou su Ado FM, Zaho ha confermato di lavorare attualmente sul suo secondo album. Dovrebbe uscire nei primi tre mesi del 2011 ed un singolo dovrebbe fare la sua uscita a breve.Annuncia inoltre che la sua seconda opera sarà leggermente diversa dalla precedente, sempre però all'interno del suo "universo musicale". Sono annunciate anche delle collaborazioni.

## Discografia

### Album in studio
- 2008 – Dima
- 2012 – Contagieuse
- 2017 – Le monde à l'envers
- 2023 – Résilience

### Singoli
- Tout ce Temps con Idir (2006)
- Hey papi (2006)
- Lune de miel con Don Choa (2007)
- C'est chelou (2008)
- La roue tourne con Tunisiano (2008)
- Kif'n'dir con Malaak Blacktoe (2008)
- Je te promets con Carys Duke (2009)
- Hold My Hand con Sean Paul (2010)
- Heartless (Promesses) con Justin Nozuka (2010)
- Jardin d'Eden (2012)
- Boloss (2012)
- Ma meilleure con La Fouine (2013)
- Tourner la Page (2013)
- "laissez-les kouma" con MHD (2016)